# Stadthaus (Hamburg)

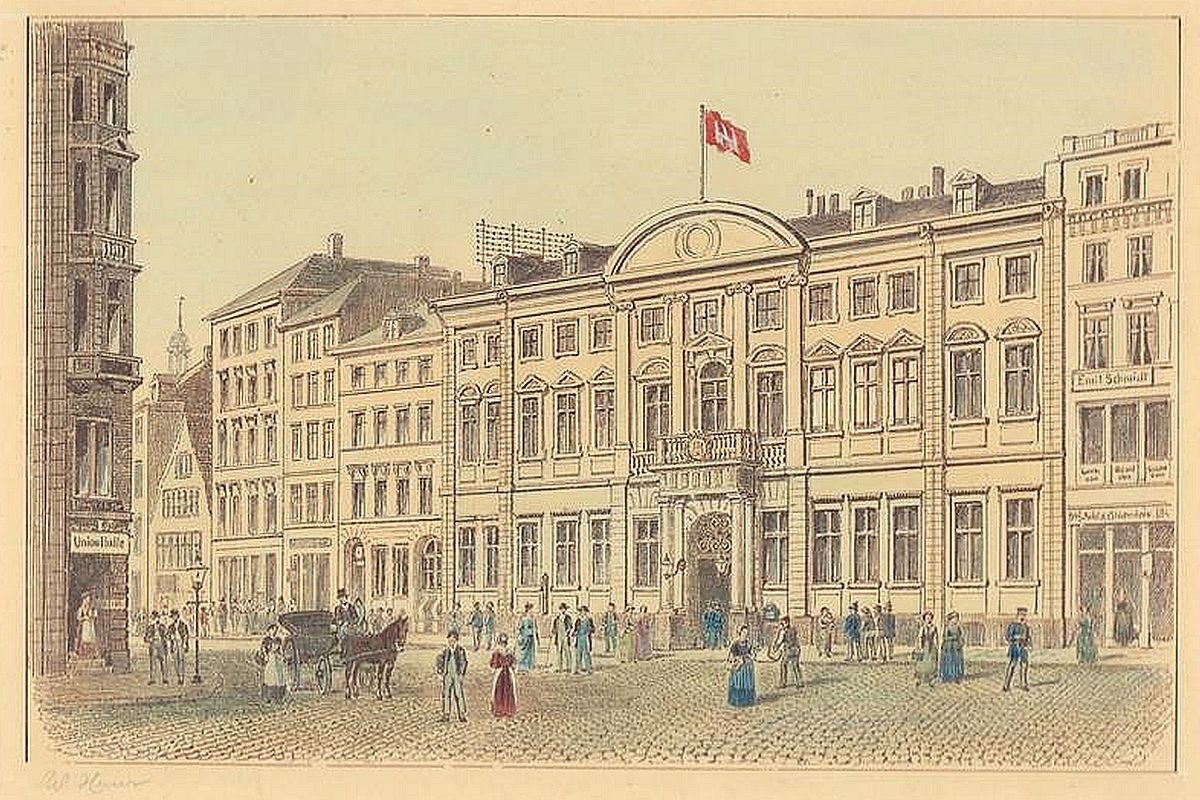
Ursprüngliches „Stadthaus am Neuen Wall“ (Görtz-Palais) vor der Erweiterung, Lithografie von Wilhelm Heuer um 1880

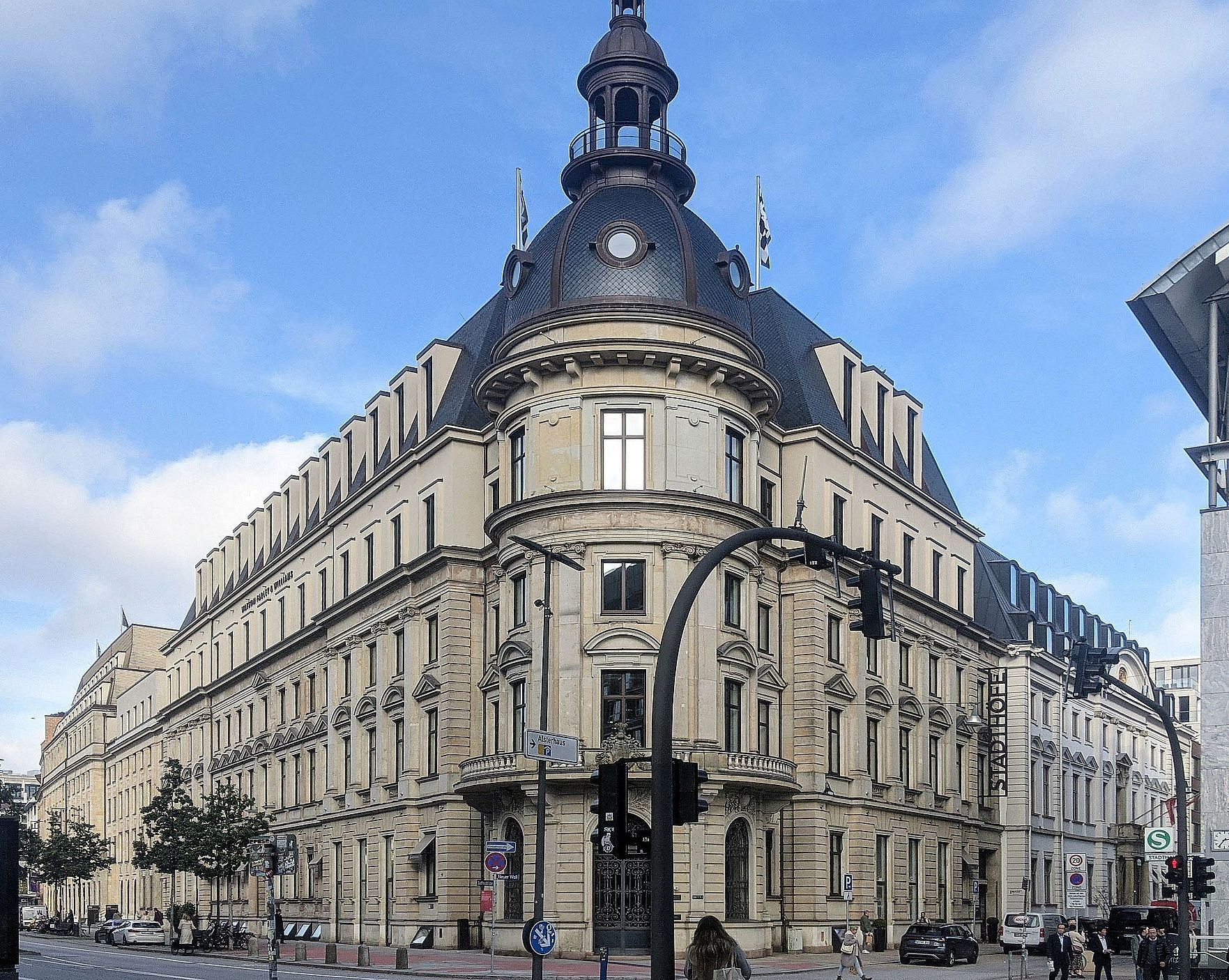
1. Erweiterung von 1888–1892, Neuer Wall 88 / Stadthausbrücke 4 („Zimmermann-Bau“)

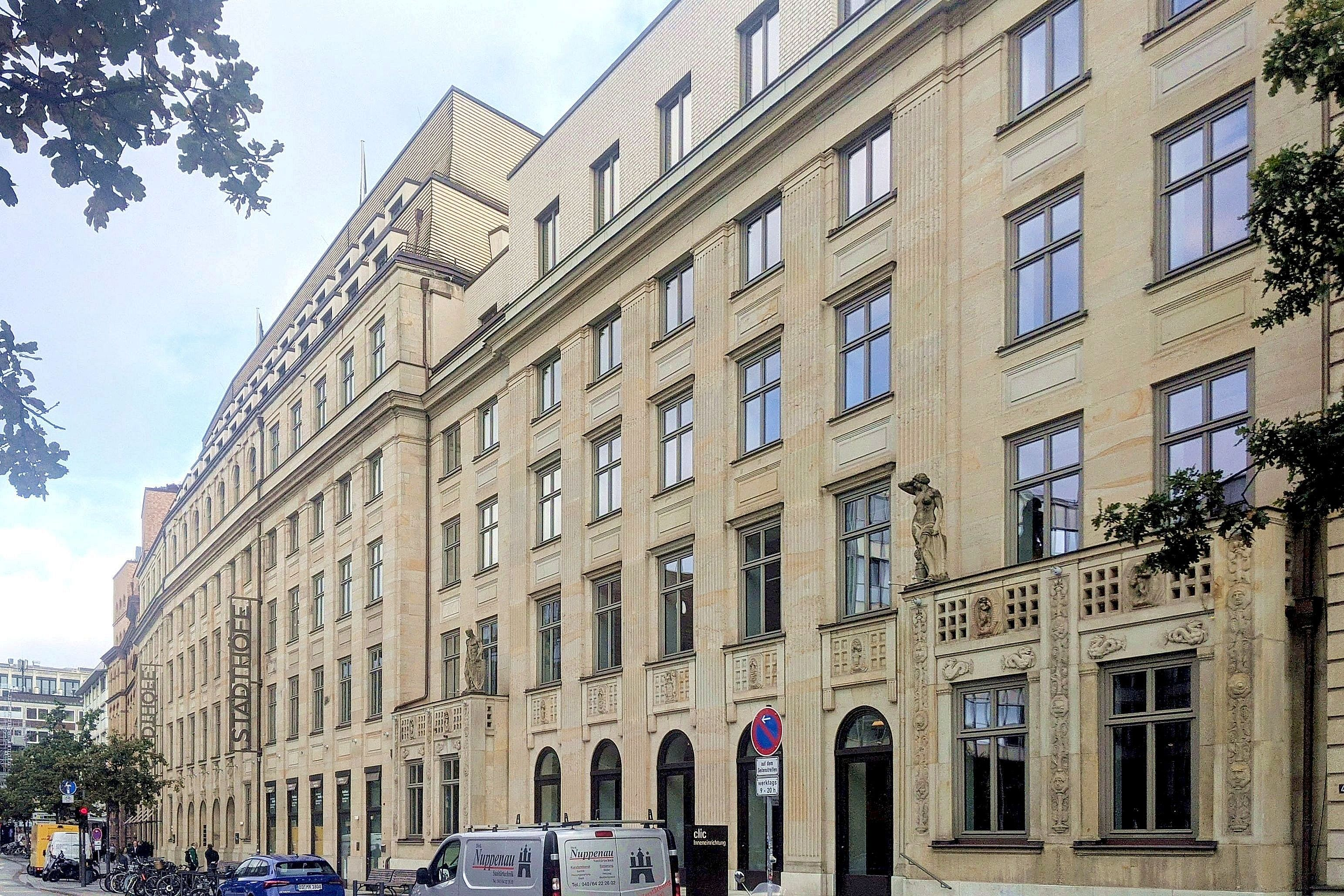
2. Erweiterung von 1916–1921, Stadthausbrücke 8 („Schumacher-Bau“, Foto 2024)

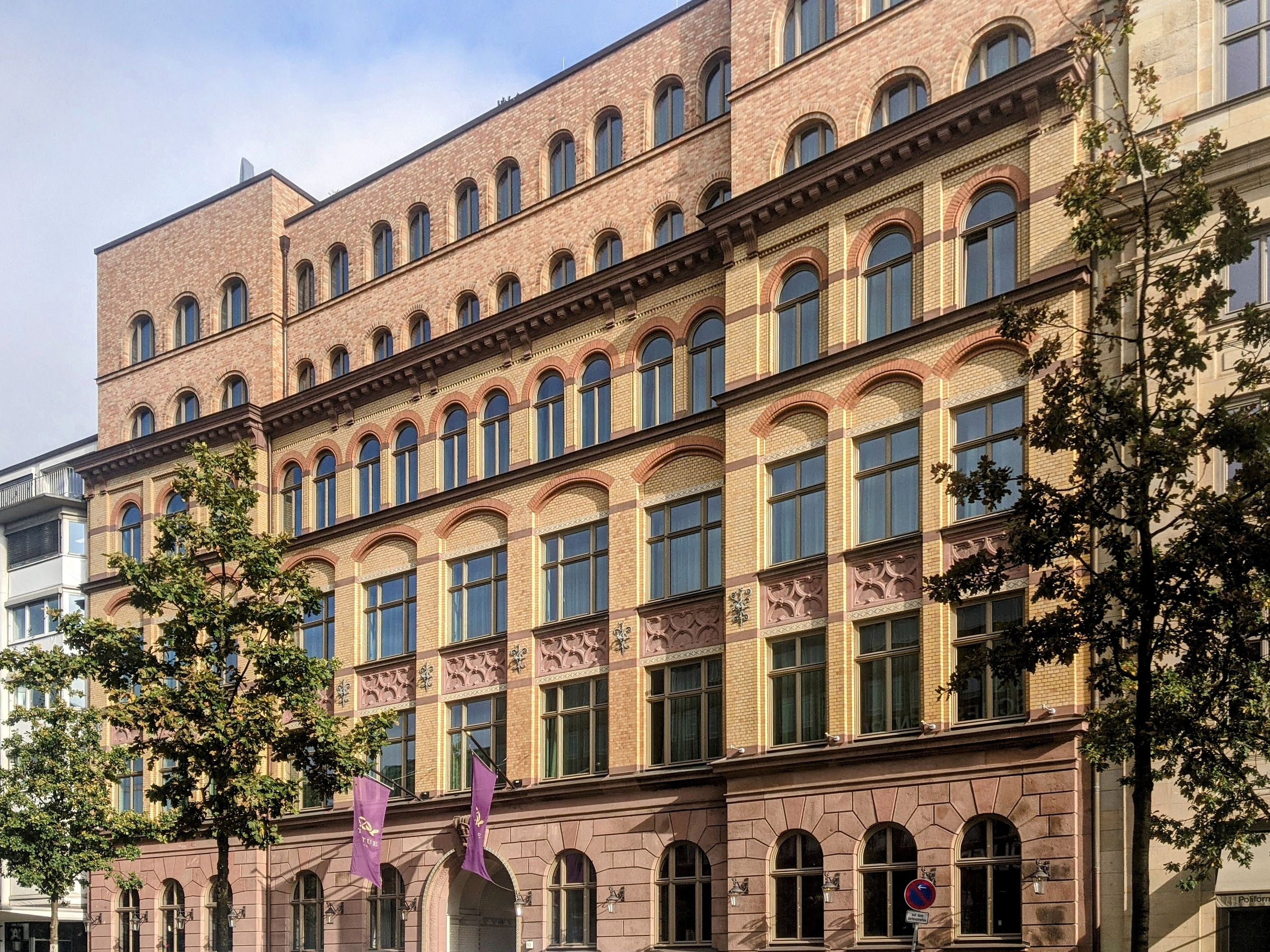
Stadthausbrücke 10, erbaut 1899 von Carl Zimmermann für die damalige Deputation für indirekte Steuern und Abgaben, heute Hotel Tortue (Foto 2024)

Das Stadthaus (seit der Privatisierung als Stadthöfe vermarktet) ist ein denkmalgeschützter und heute als exklusive Einkaufspassage genutzter Gebäudekomplex in der Hamburger Neustadt. Er besteht aus dem historischen Görtz-Palais am Neuen Wall, das ab 1814 als Sitz der Stadtverwaltung und der Polizei in Hamburg diente, sowie mehreren Erweiterungsbauten aus der Zeit zwischen 1888 und 1921. In der Zeit des Nationalsozialismus diente der Gebäudekomplex unter anderem als Dienstsitz der Hamburger Gestapo; nach dem Zweiten Weltkrieg beherbergte es die Baubehörde und die Senatsverwaltung für Umweltschutz. Die Privatisierung des Komplexes und sein Umbau zu einem Hotel, Restaurants und Einkaufsmöglichkeiten führte zu einer anhaltenden Kontroverse über die Möglichkeiten des Gedenkens an die im Stadthaus verübten Verbrechen der Nationalsozialisten.

## Bauphasen
Mit dem Bau der Stadthausbrücke 1889 wurde ein weiterer Übergang zwischen Altstadt und Neustadt geschaffen. Einher ging dieser Brückenbau mit erheblichen Erweiterungen des Stadthauses zwischen 1888 und 1892, nach Plänen des Architekten Carl Johann Christian Zimmermann. Dabei entstand das auffällige Eckgebäude Neuer Wall / Stadthausbrücke mit kräftigen Reliefs und einem leicht hinter die Fassadenebene zurücktretenden, runden Turm mit hoher Kuppel und Tambour. Der repräsentativ gestaltete Haupteingang des Gebäudes wurde in diesen Rundbau verlegt, in der darüber liegenden Balkonbrüstung des Turmsockels ist ein steinernes Hamburger Staatswappen eingebracht und im Rundbogenrahmen der Tür ein Medaillon mit stilisierten Ölbaumzweigen und eine in Gold eingelegte Inschrift: Salus Populi suprema lex esto (deutsch: „Das Wohl des Volkes sei (uns) oberstes Gesetz“). 1914–23 errichtete Oberbaudirektor Schumacher einen weiteren Anbau über das Bleichenfleet.

## Nutzung

### Geheime Staatspolizei
Nach der Reichstagswahl am 5. März 1933, bei der die Nationalsozialisten die Mehrheit errungen hatten, wurden bereits in der Nacht vom 5. auf den 6. März 1933 erste Beamte der im Gebäude ansässigen Staatspolizei, vor allem Sozialdemokraten, vom Dienst entfernt und zum Teil durch SA und SS ersetzt. Die der NSDAP angehörenden Beamten blieben im Dienst. Das Stadthaus blieb Standort, ab Dezember 1935 zum Gestapo-Hauptquartier, erklärt. Zwischen 1933 und 1943 wurde das Haus zu einem „Ort der Folter und Verfolgung“, zahlreiche Menschen wurden nach ihren Festnahmen oder Verhaftungen in das Hauptquartier gebracht und dort misshandelt, ermordet oder in den Tod getrieben. Im Keller waren eigens Räume für diese „Verhöre“ eingerichtet. 1943 wurde das Gebäude durch Bombentreffer weitgehend zerstört. Zur Rolle der Polizeibehörden des Stadthauses im Nationalsozialismus gibt es eine Wanderausstellung der KZ-Gedenkstätte Neuengamme.

### Baubehörde
Nach dem Zweiten Weltkrieg wurden die Gebäude vereinfacht wiederaufgebaut und von der Hamburger Baubehörde bezogen. Seit 2009 steht das gesamte Ensemble Neuer Wall 86/88, Stadthausbrücke 4–10 und Bleichenbrücke 17 a/b unter Denkmalschutz, wobei das Goertz-Palais im Neuen Wall 86 bereits 1928 unter Schutz gestellt wurde.

### Behörde für Stadtentwicklung und Umwelt
Bis Sommer 2013 hatte die Behörde für Stadtentwicklung und Umwelt im Stadthaus ihren Sitz, bevor sie nach Wilhelmsburg umgezogen ist.

## Umbau

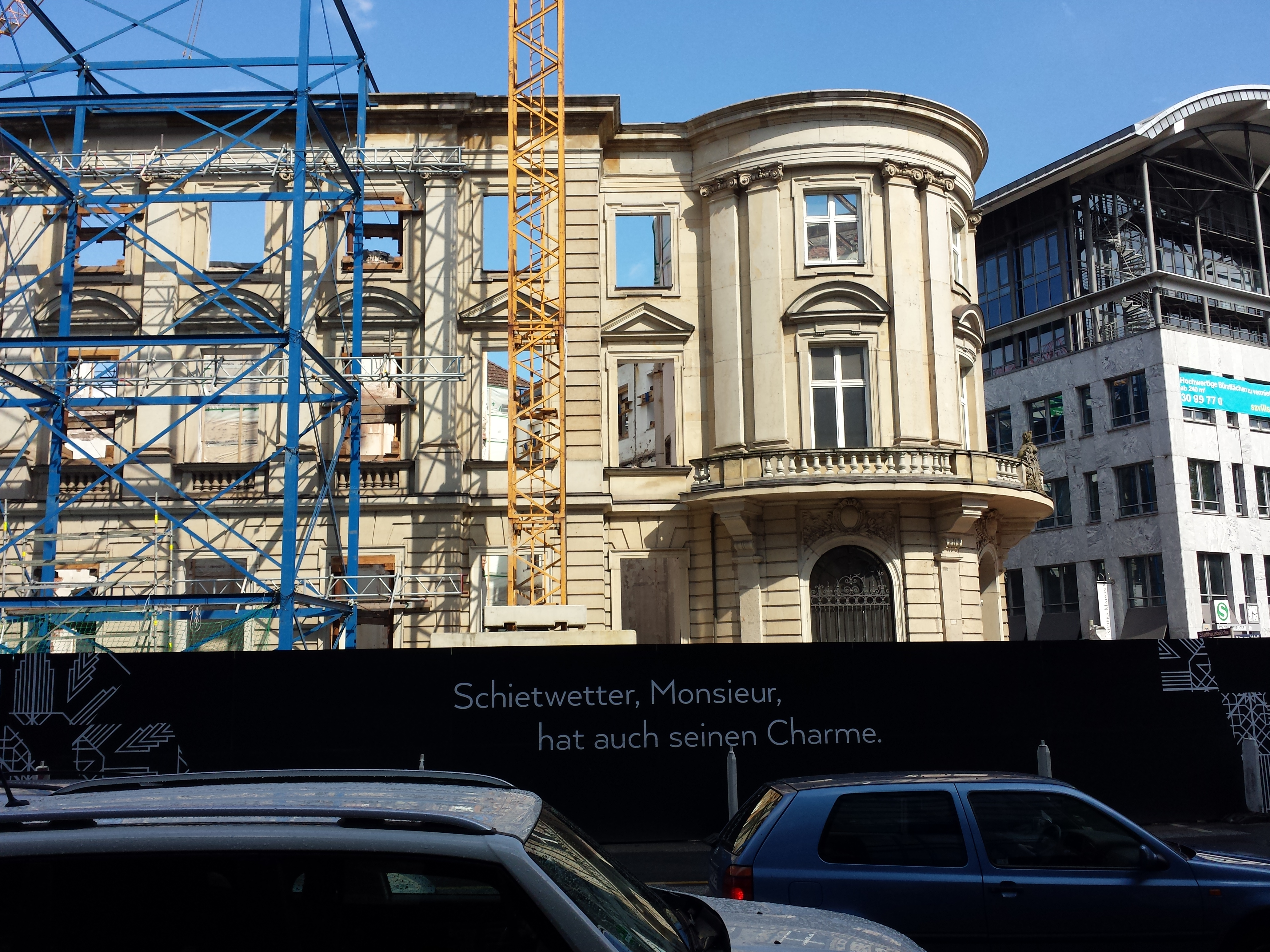
Das entkernte Stadthaus mit dem Eckturm-Sockel

Das Gebäude wurde 2013 an das Immobilienunternehmen Quantum Immobilien AG verkauft und bis 2020 umfassend umgebaut. Dabei wurde u. a. der im Krieg zerstörte Eckturm Neuer Wall / Stadthausbrücke aus Mitteln einer eigens gegründeten Stiftung neu aufgebaut. Aber auch der Vergangenheit des Gebäudes soll Rechnung getragen und, nach Intervention zahlreicher städtischer Institutionen, im Keller eine angemessene Gedenkstätte eingerichtet werden.

## Gedenken

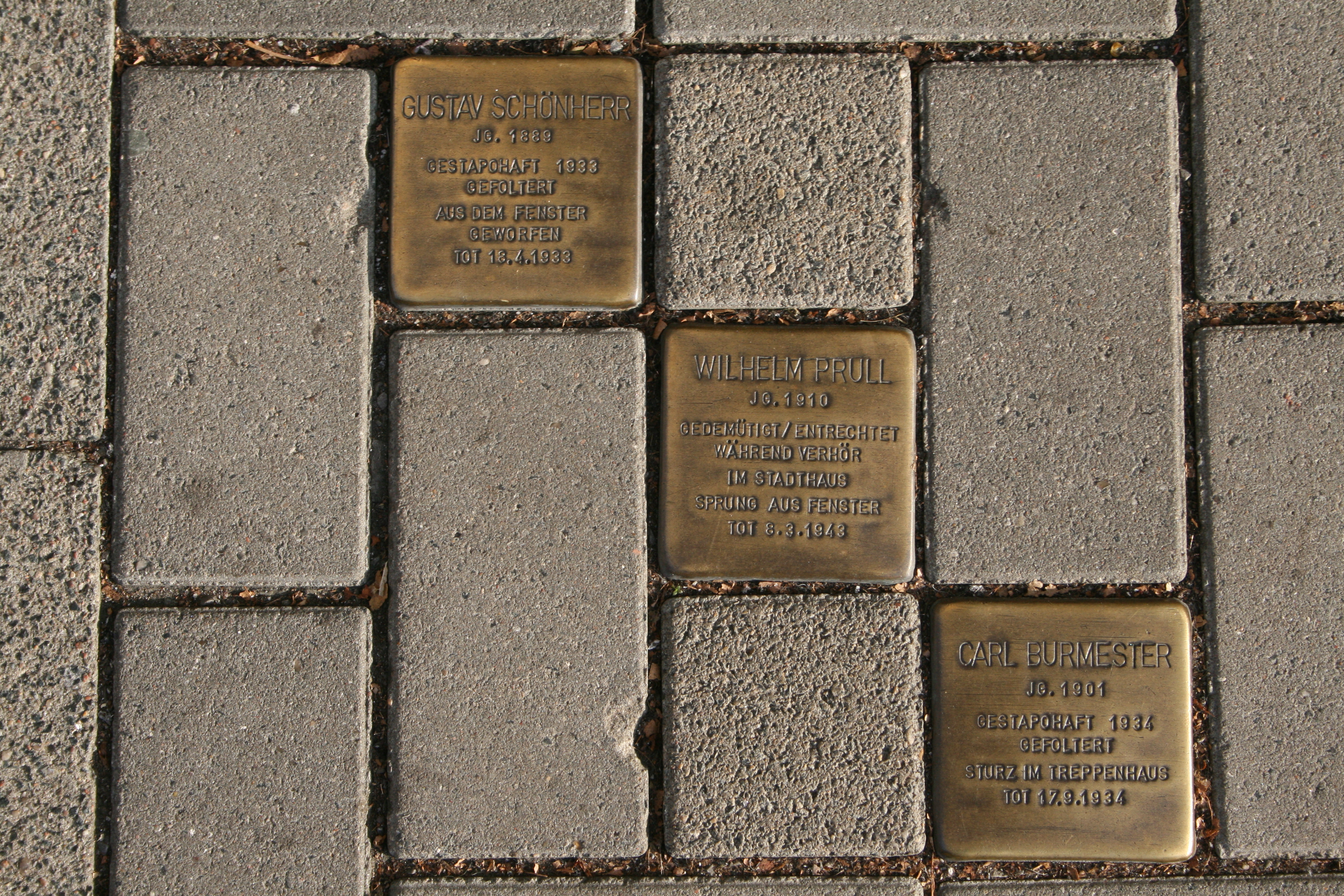
Stolpersteine vor dem Eingang Stadthausbrücke 8

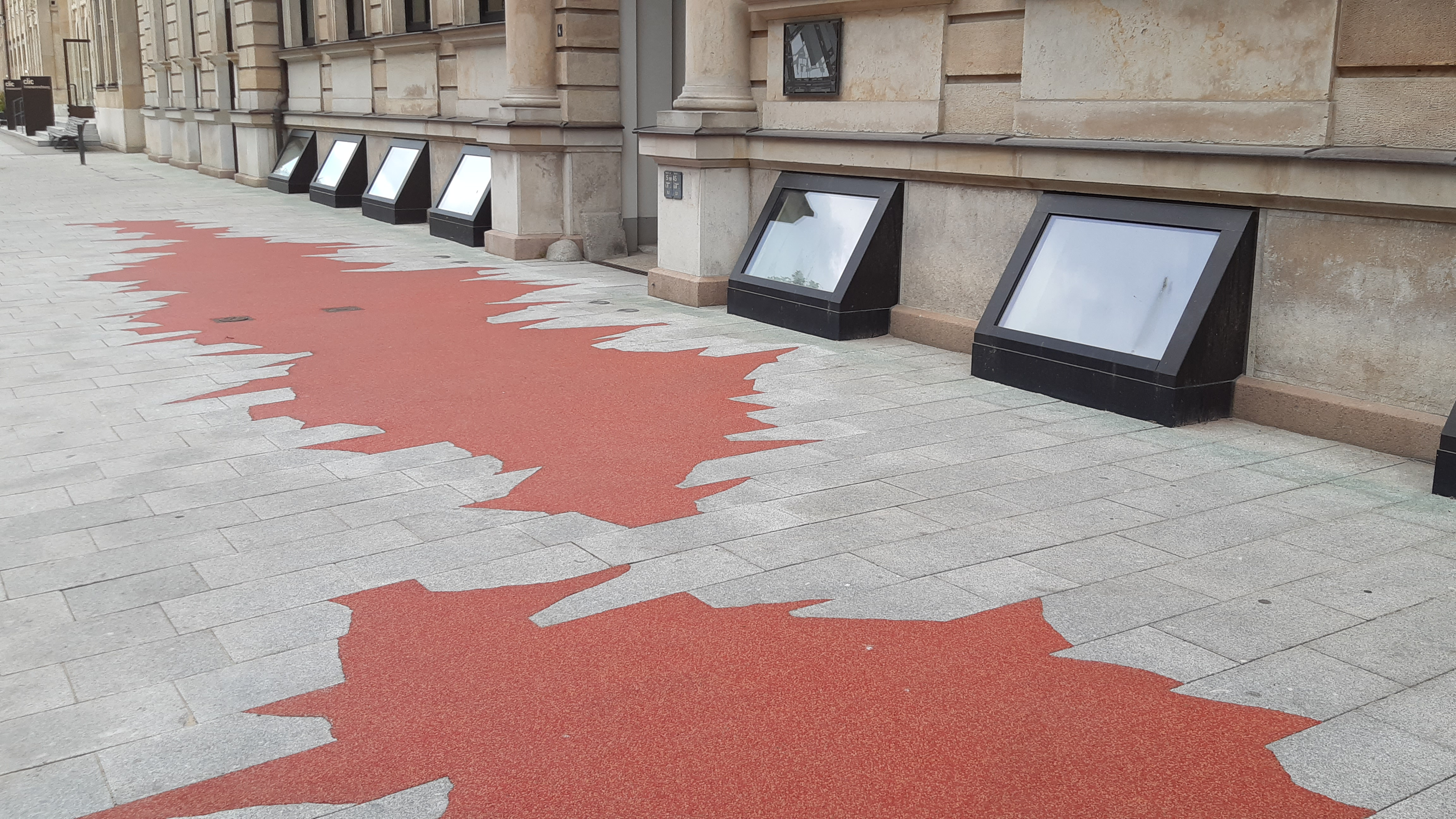
Bodenskulptur „Stigma“; rotes Gummigranulat als „Bruchspur“ oder Blutlache zur Erinnerung an die Opfer der Verbrechen im Stadthaus

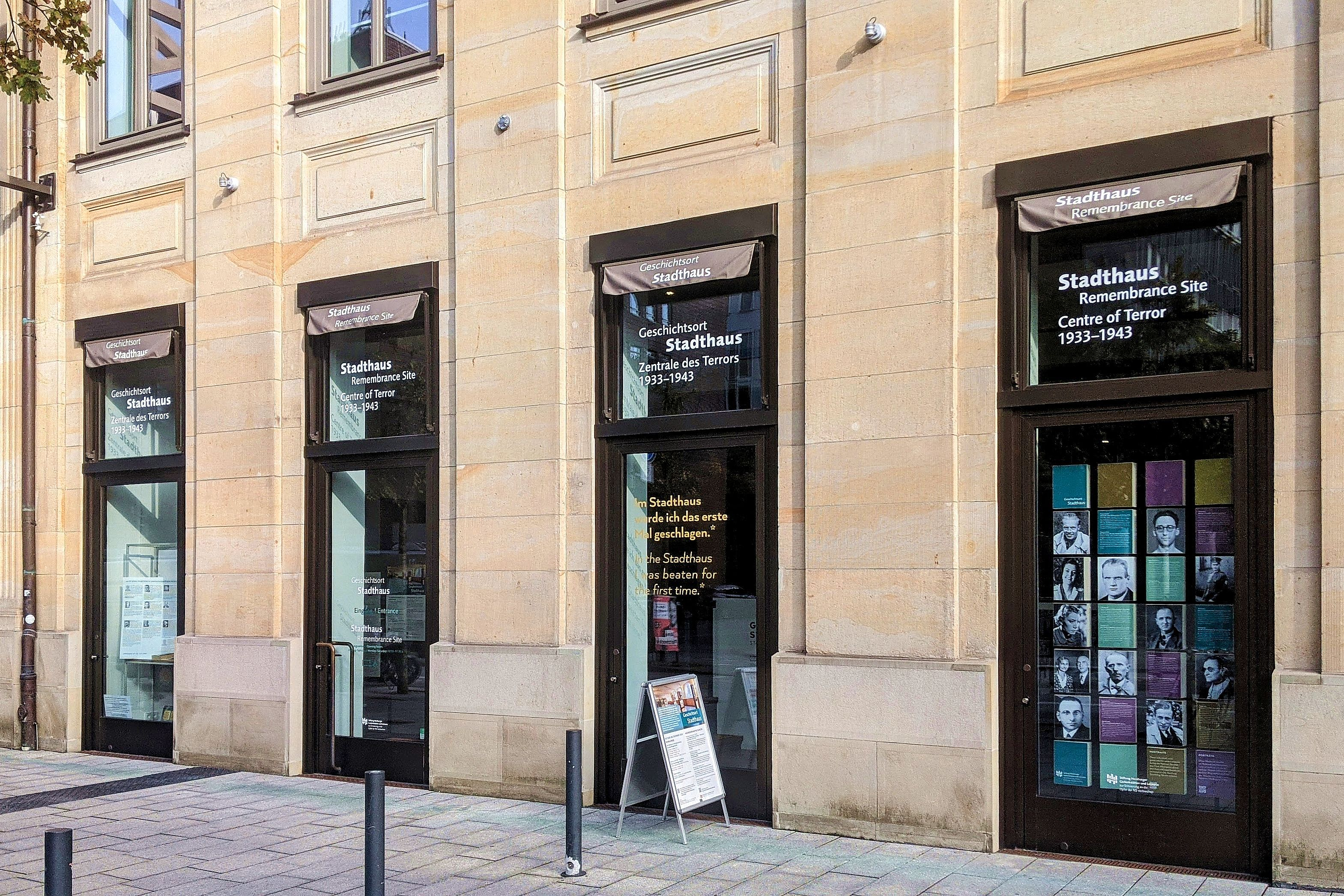
Schaufenster zum „Geschichtsort Stadthaus“ (Foto 2024)

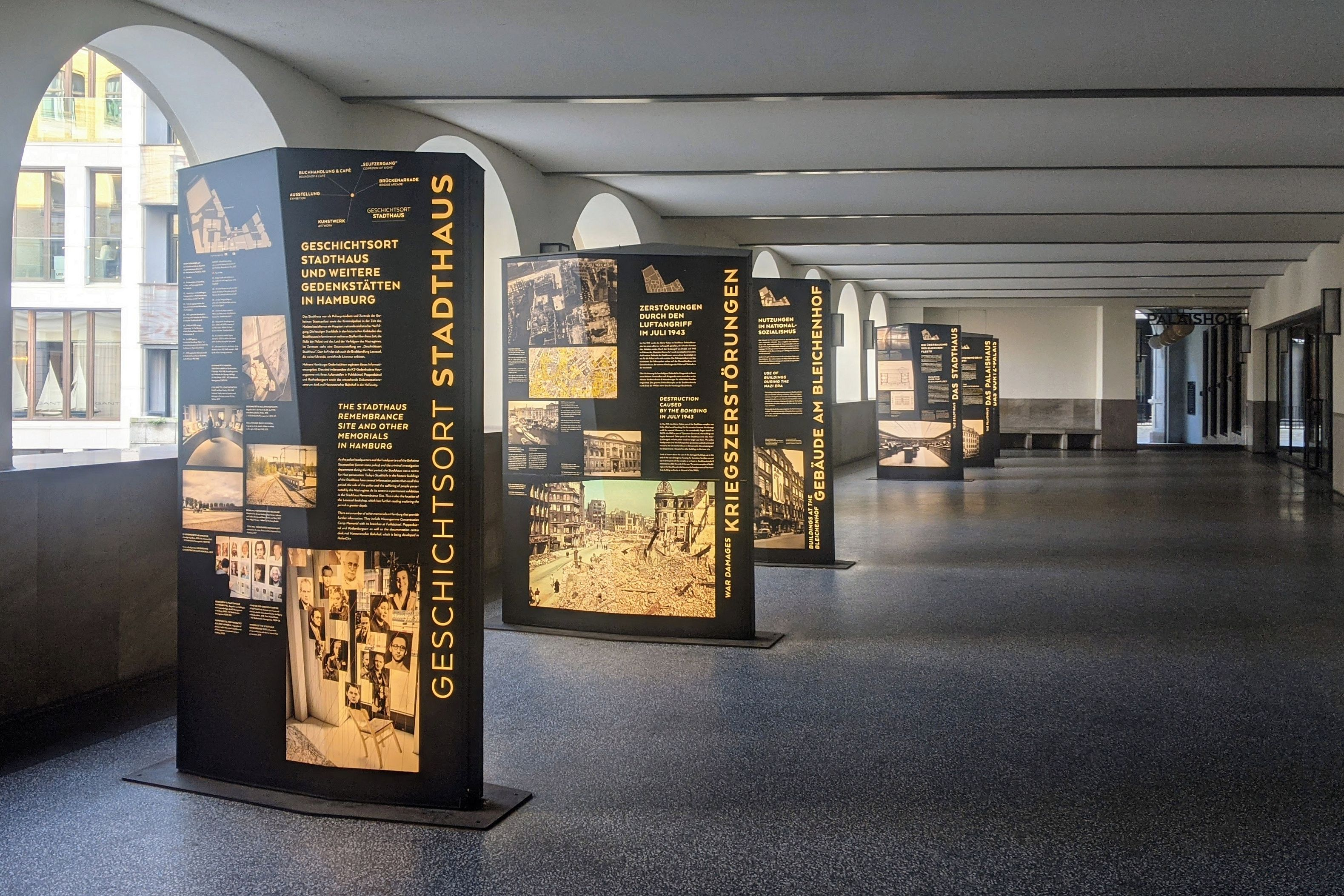
Dauerausstellung in der Brückenarkade

Ein im Jahr 1980 erhobener Wunsch der Mitarbeiter der Baubehörde führte am 29. Oktober 1981 zur Enthüllung einer Gedenktafel durch Senator Volker Lange, als Präses der Baubehörde und den während der NS-Zeit verfolgten Heinrich Braune. Die am Eingang Stadthausbrücke 8 angebrachte Gedenktafel erinnert an die nationalsozialistische Vergangenheit des Gebäudes und die Opfer, die an diesem Ort gefoltert und ermordet wurden.
Im Gehweg vor dem Hause wurden drei Stolpersteine eingelassen. Sie erinnern an den Werftarbeiter Gustav Schönherr, der als eines der ersten Opfer im April 1933 aus dem Fenster zu Tode „gestürzt wurde“, an den Schiffszimmermann Carl Burmester, der in diesem Haus 1934 im Treppenhaus zu Tode „gestürzt wurde“ und an den Verkäufer und Dekorateur Wilhelm Prull, der 1943 als Homosexueller von der Gestapo verhaftet, misshandelt und in den Tod getrieben wurde. Wilhelm Prull (Jahrgang 1910) stammte aus Zetel in Oldenburg und arbeitete in Travemünde als Verkäufer und Dekorateur. Bei seinem Besuch in Hamburg wurde er am 6. März 1943 vom Kriminalkommissariat „zur Bekämpfung der Homosexualität“ festgenommen und wegen „widernatürlicher Unzucht“ angezeigt. Wilhelm Prull ist eines von insgesamt 54 homosexuellen NS-Opfern in Hamburg, die sich vor oder während der polizeilichen Ermittlungen selbst töteten.
Bei der Privatisierung des Gebäudes durch Verkauf an die Quantum Immobilien GmbH ließ sich der schwarz-grüne Senat 2008 zusichern, dass der Investor auf eigene Kosten eine Gedenkstätte an die Opfer des Nationalsozialismus einrichtet, die 750 Quadratmeter Bruttogeschossfläche umfassen sollte. Der Vorsitzende des Vereins für Hamburgische Geschichte, Joist Grolle, nannte daraufhin den Umgang mit dem Stadthaus „eine Bewährungsprobe“ für die Erinnerungskultur Hamburgs und hoffte, sie würde bestanden. Realisiert wurde 2018 eine Buchhandlung mit angeschlossenem Café, für den eigentlichen Gedenkort an die Opfer der Hamburger Gestapo blieben etwa 50 Quadratmeter übrig. Die Buchhändlerin, die das Ladenlokal mietfrei übernahm, sah darin „eine einmalige Chance, offen mit der Erinnerung umzugehen und Menschen zu erreichen, die sich sonst nicht dafür interessieren“. Der Leiter der KZ-Gedenkstätte Neuengamme Detlef Garbe kritisierte dagegen die sehr geringe Ausstellungsfläche, die für eine einzige Schulklasse bereits „eng“ sei. Der ehemalige Hamburger Polizeipräsident und Vorsitzender des Arbeitskreises ehemals verfolgter und inhaftierter Sozialdemokraten Wolfgang Kopitzsch reagierte empört, auch weil die Opferverbände in die Planung nicht einbezogen wurden. Er bezweifelte, dass in der Unruhe des Café- und Ladenbetriebs ein würdiges Gedenken überhaupt möglich ist, und nannte die ganze Idee „absurd“. Eine Initiative Hamburger Bürger protestiert seitdem unter dem Motto „Konsum statt Gedenken? Niemals!“ in wöchentlichen Mahnwachen vor dem Stadthaus.
Das Konzept, Café, Buchladen und Gedenkort im Stadthaus zu vereinen, scheiterte im März 2022 mit der Insolvenz der Buchhandlung. Daraufhin übernahm der Hamburger Senat im September 2022 den Gedenkort mietfrei für 20 Jahre, die Stiftung Hamburger Gedenkstätten und Lernorte wurde beauftragt, ihn auszugestalten und zu betreiben. Die Bundesvorsitzende der Vereinigung der Verfolgten des Naziregimes – Bund der Antifaschistinnen und Antifaschisten Cornelia Kerth kritisierte, dass damit der Gebäudeeigner aus seiner 2008 vertraglich festgelegten Verpflichtung entlassen werde.